# Маунт Ифрам (Њу Џерзи)
Маунт Ифрам (енгл. Mount Ephraim) град је у америчкој савезној држави Њу Џерзи.

## Демографија
По попису из 2010. године број становника је 4.676, што је 181 (4,0%) становника више него 2000. године.
| Група             | 2000.         | 2010.         |
| Белци             | 4.332 (96,4%) | 4.264 (91,2%) |
| Афроамериканци    | 18 (0,4%)     | 100 (2,1%)    |
| Азијати           | 28 (0,6%)     | 32 (0,7%)     |
| Хиспаноамериканци | 89 (2,0%)     | 249 (5,3%)    |
| Укупно            | 4.495         | 4.676         |